# Шачино
Шачино — деревня в Сокольском районе Вологодской области на реке Большой Пучкас.
Входит в состав Боровецкого сельского поселения, с точки зрения административно-территориального деления — в Боровецкий сельсовет.
Расстояние по автодороге до районного центра Сокола — 19 км, до центра муниципального образования Обросова — 8 км. Ближайшие населённые пункты — Калиново, Клыжово, Починок.
По переписи 2002 года население — 3 человека.